# Orthosia rufannulata
Orthosia rufannulata là một loài bướm đêm trong họ Noctuidae.